# Bonaventura Claverio
Bonaventura Claverio (1606–1671) foi um prelado católico romano que serviu como bispo de Potenza (1646–1671).
Nasceu em Vigevano, na Itália, e foi ordenado frade na Ordem dos Frades Menores Conventuais. No dia 8 de maio de 1646, foi eleito Bispo de Potenza e confirmado pelo Papa Urbano VIII a 16 de julho de 1646. A 22 de julho de 1646, foi consagrado bispo por Marcello Lante della Rovere, cardeal-bispo de Ostia, com Alphonse Sacrati, bispo emérito de Comacchio, e Ranuccio Scotti Douglas, bispo de Borgo San Donnino, servindo como co-consagradores. Claverio serviu como Bispo de Potenza até à sua morte em 1671.